# Kissel Motor Car Company
Kissel Motor Car Company var en amerikansk biltillverkare som byggde bilar i Hartford, Wisconsin mellan 1906 och 1931.

## Bildgalleri

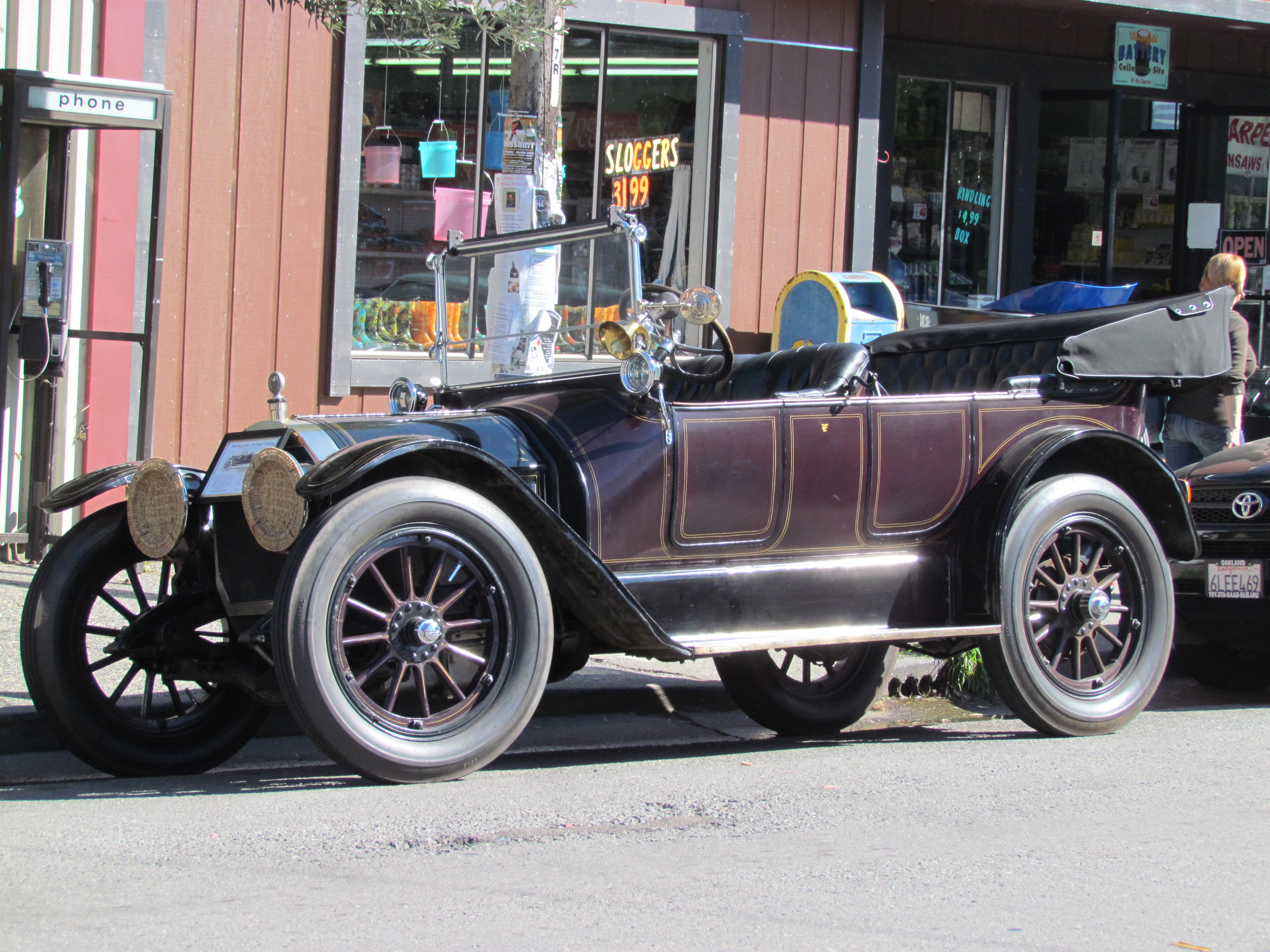
KisselKar 1914.
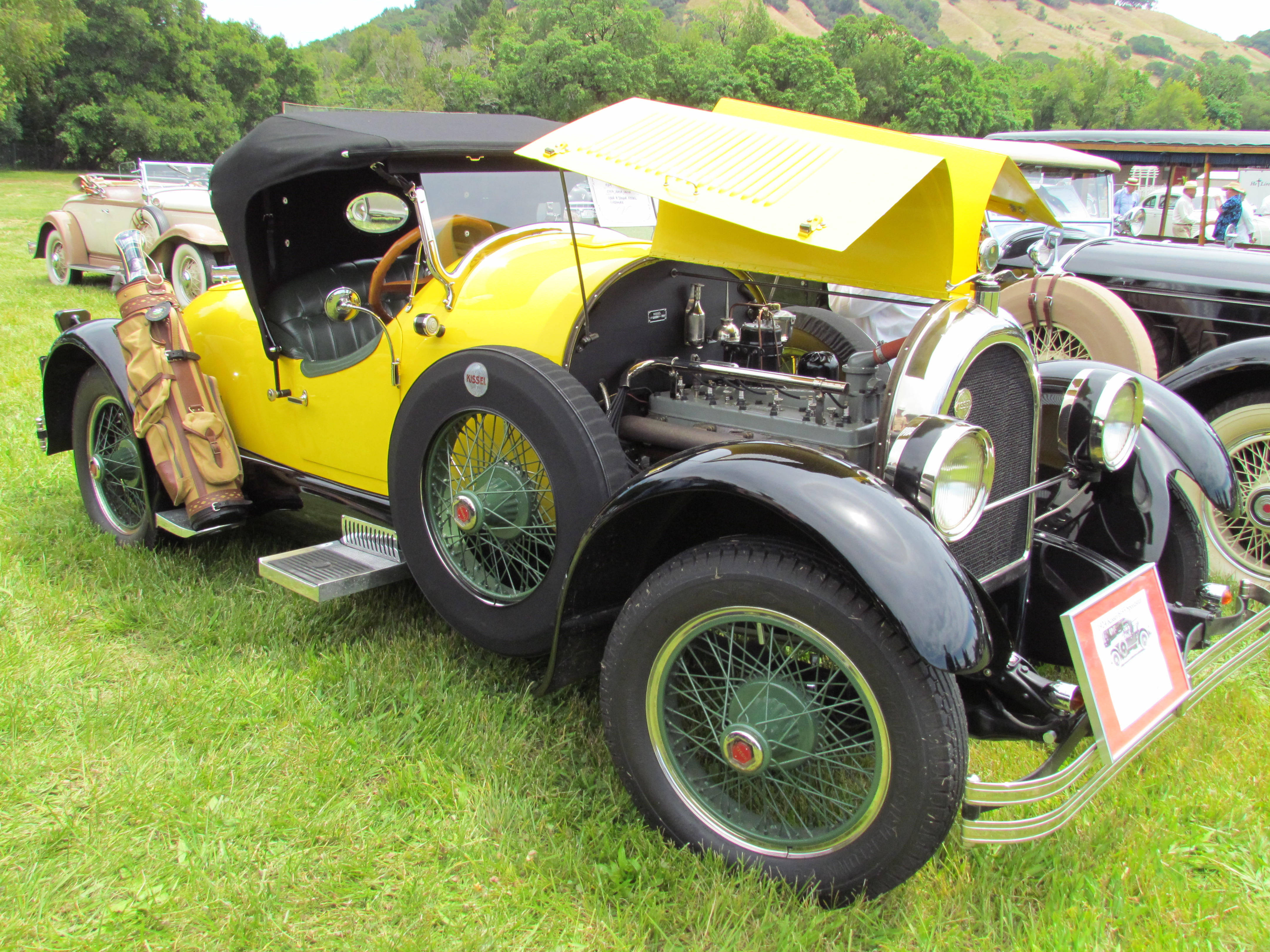
Kissel Gold Bug 1924.
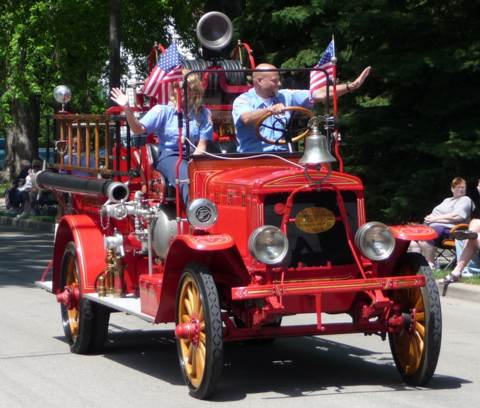
Kissel brandbil.